# Macropoliana afarorum
Macropoliana afarorum là một loài bướm đêm thuộc họ Sphingidae. Loài này có ở Djibouti.